# Bousbecque
Bousbecque település Franciaországban, Nord megyében. Lakosainak száma 4956 fő (2022. január 1.). Bousbecque Wervik, Wervicq-Sud, Halluin, Linselles és Roncq községekkel határos.

## Népesség
A település népességének változása:
| Lakosok száma | 4773 | 4908 | 4880 | 4831 | 4818 | 4804 | 4791 | 4847 | 4956 |
|               | 2013 | 2015 | 2016 | 2017 | 2018 | 2019 | 2020 | 2021 | 2022 |